# Тайна исповеди
Та́йна и́споведи — самостоятельный вид охраняемых законом тайн, одна из гарантий свободы вероисповедания. Исповедью в христианстве принято называть покаяние Богу в грехах, перед священником как свидетелем. 

## История становления тайны исповеди
В первые века становления христианства исповедь представляла собой не тайную, а публичную процедуру, что подразумевало обличение грехов не только перед священником, но перед всеми членами общины, составляющими в совокупности Тело Христово — Церковь. Открытость процедуры исповеди повлекла снижение числа обращающихся в церковь за покаянием. Ввиду падения интереса прихожан к исповеди, Церкви приняли решение утвердить тайный формат исповеди. Пересмотр характера исповеди требовал установления особого доверительного отношения между священнослужителями и паствой, что диктовало проявление уважения к сакральному смыслу процедуры исповеди со стороны государства.

## Внешний регламент: тайна исповеди и российское законодательство
Доверительность отношений между священнослужителем и верующей личностью на покаянии диктует необходимость юридического сопровождения конфиденциального формата, как неотъемлемой характеристики Таинства. Гарантированное право на сохранение тайны исповеди влечет за собой обязательства неразглашения полученных в ходе доверительной и строго конфиденциальной беседы информации.
Юридическое закрепление принципа сохранения тайны исповеди отражено в следующих правовых источниках:
- Федеральный закон от 26 сентября 1997 г. N 125-ФЗ «О свободе совести и о религиозных объединениях»: пункт 7 ст. 3 постулирует законодательное сопровождение охраны тайны исповеди и ограничение к привлечению к уголовной ответственности священнослужителей за отказ от дачи показаний по сведениям, полученным в рамках Таинства Исповеди («Тайна исповеди охраняется законом. Священнослужитель не может быть привлечен к ответственности за отказ от дачи показаний по обстоятельствам, которые стали известны ему из исповеди»[4]);
- Уголовно-процессуальный кодекс РФ: пункт 4 ч. 3 ст. 56 включает священнослужителя в список лиц, не подлежащих допросу в качестве свидетелей по обстоятельствам, известным в ходе исповеди («Не подлежат допросу в качестве свидетелей: 4) священнослужитель — об обстоятельствах, ставших ему известными из исповеди»[5]);
- Гражданско-процессуальный кодекс РФ: пункт 3 ч. 3 ст. 69 («Не подлежат допросу в качестве свидетелей: 3) священнослужители религиозных организаций, прошедших государственную регистрацию, — об обстоятельствах, которые стали им известны из исповеди»[6]).

## Внутренний регламент: Канонические предписания Христианской Церкви
Регламент функционирования самих религиозных объединений, в частности, внутренние установления и канонические нормы права, в отдельных своих постулатах выступают дополнительным гарантом сохранения тайны исповеди. Внутренний регламент обязывает священнослужителей избегать намеренных и непреднамеренных действий, злоупотребляющих доверием прихожан, ввиду несовместимости с предписанным духовным статусом.

### Православная Церковь
Гарантия тайны исповеди закреплена следующими внутренними документами:
- Номоканон, издание 1639 г.: ст.120 запрещает православному священнику разглашать сведения, полученные в ходе исповеди, вне зависимости от обстоятельств; санкционной мерой в данном случае служит отстранение от служения на 3 года с обязательным ежедневным поклонением («Духовныи отец, аще кому грех исповесть исповедавшагося. имать епитемию, три лета да есть празден, токмо да причащается в месяц единою, и да творит на всяк день поклонов сто. гражданскии же закон глаголет. ископати язык сзади сицевому»[7]);
- Основы социальной политики Русской Православной Церкви: раздел X.2 определяет содействие правоохранительным органам как недостаточное основание для нарушения тайны исповеди («Даже в целях помощи правоохранительным органам священнослужитель не может нарушать тайну исповеди или иную охраняемую законом тайну (например, тайну усыновления). В своем душепопечении о заблудших и осужденных пастыри, через покаяние узнав сокрытое от следствия и правосудия, руководствуются тайной исповеди»[8]).

### Католическая церковь

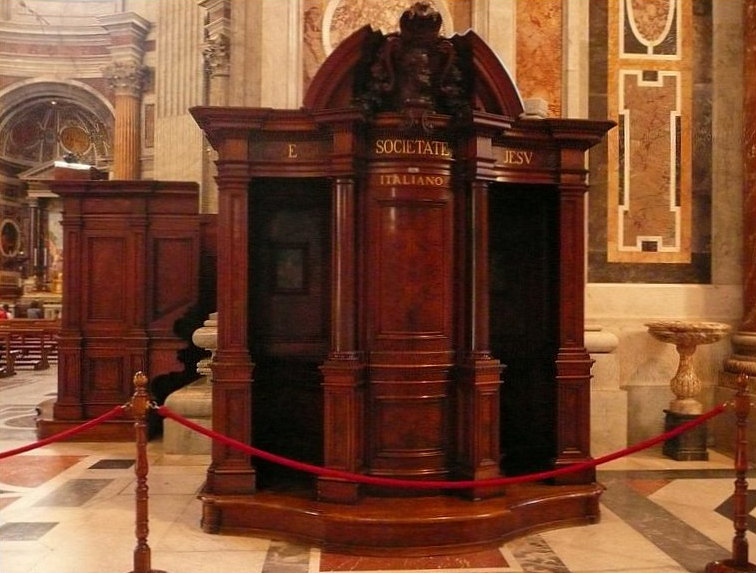
Кабинка для исповеди. Собор Св. Павла, Ватикан

Гарантия Таинства Исповеди закреплена следующими внутренними документами:
- Кодекс канонического права 1983 года, действительный только для Католической церкви латинского обряда:
  - Канон 983 закрепляет нерушимость тайны исповеди и предписывают соблюдать тайну как священнику, так и переводчику, в случае его наличия («Тайна исповеди нерушима; поэтому духовнику строжайшим образом запрещается выдавать кающегося словами или каким-либо иным способом и по какой бы то ни было причине…»[9]);
  - Канон 984 запрещает использование полученных в рамках исповеди сведений как для священнослужителей, так и для лиц, облеченных властью («Духовнику категорически запрещается пользоваться полученными на исповеди сведениями…»[9]).

## Нарушения принципа тайны исповеди
Правило соблюдения тайны исповеди вплоть до эпохи Петра I. В рамках реализации Церковной реформы, направленной на изменение системы управления Православной Российской Церковью с целью подчинения Церкви государству, роль Церкви ограничивалась нравственным воспитанием паствы. Документальное оформление новых правил и положений, определяющих положение Православной Церкви, содержалось в Духовном Регламенте, изданном в 1721 году исполнительным сподвижником Петра Феофаном Прокоповичем.

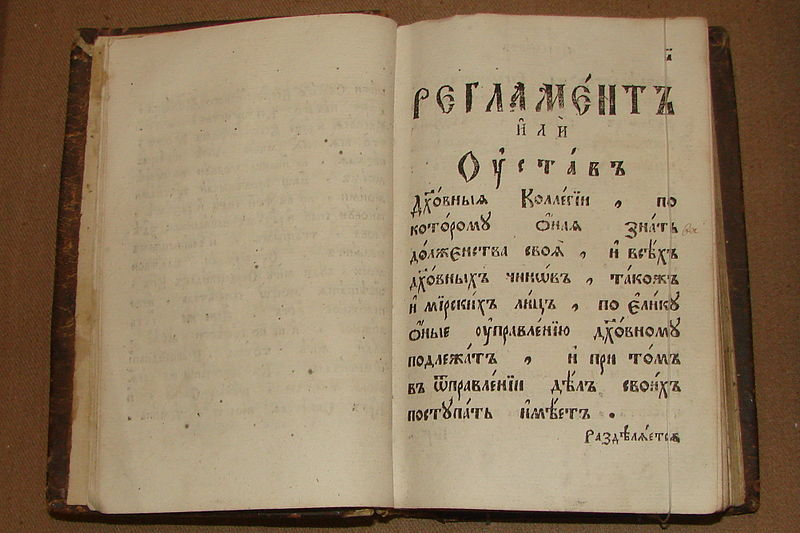
Духовный Регламент Петра I, 1721 год

Идеологической основой нового свода правил стала концепция протестантского понимания о верховенстве светской власти в духовной сфере, получившая широкое распространение в Западной Европе. В соответствии с новыми требованиями, священнослужители привлекались к обязательному содействию государству в полицейском надзоре за населением. Несмотря на закрепление принципа тайны исповеди, Духовный Регламент оговаривал допущения: в частности, информация, полученная в ходе исповеди, подлежала разглашению, в случае, если сведения касались потенциального совершения государственного преступления — намерение совершить измену государю, бунт или покушение на честь и здравие Государя и его семьи. Данные сведения подлежали передаче в соответствующие органы — Тайную канцелярию и Преображенский приказ. Согласно Полному православному богословскому энциклопедическому словарю начала XX в. «ныне все сказанное на исповеди сохраняется в тайне, за исключением таких случаев, когда сокрытие грозит опасностью монарху, императорскому дому или государству». Помимо преступления против государства, к допущениям из соблюдения тайны исповеди относились признания о намеренном введении общественности в заблуждение путём компиляции или подтасовки фактов: священники должны были доносить на тех, кто «вымыслив… или притворно учинив, разгласит ложное чудо, которое от простаго, и малоразсуднаго народа приемлется за истину», дабы «такая лжа была пресечена».
Несмотря на оговорку об обязательности разглашения конфиденциальных сведений в исключительном случае, если исповедующийся не проявлял раскаяния и, вопреки убеждениям священнослужителя, продолжал придерживаться идеи совершения злодеяния, данное нововведение было резко воспринято как общественностью, так и духовенством. Вопреки ожиданиям власти, доносы на паству не приобрели характер массового явления.

## Тайна исповеди сегодня: внутренние допущения конфессии

### Православная церковь
Проблема соблюдения принципа тайны исповеди особенно актуальна в условиях стабильно высокого уровня совершения преступлений тяжкого и особо тяжкого характера против личности и общественной безопасности. Противоречие между моральным долгом священнослужителя в рамках предотвращения совершения готовящегося злодеяния или содействие правосудию по делу раскрытия уже совершенного преступления с действующим законодательством не подлежит урегулированию путём налагания юридической ответственности. В связи с этим данный внутренний конфликт регламентируется внутренними каноническими установлениями и этическими нормами религиозных институтов..
Таким образом, в Основах социальной концепции Русской Православной Церкви закреплены подробные комментарии относительно надлежащей модели поведения священнослужителя в подобных ситуациях. С одной стороны, документ подчеркивает недопустимость разглашения конфиденциальных сведений, полученных в ходе свершения таинства исповеди, вне зависимости от обстоятельств: Раздел IX предписывает, что «Даже в целях помощи правоохранительным органам священнослужитель не может нарушать тайну исповеди». С другой стороны, регламент оговаривает допущения — в частности, сведения о готовящемся преступлении против человечества путём совершения террористического акта или исполнения преступного приказа в ходе военных действий. В соответствии с разделом IX, регламент предписывает наставления кающегося с возможностью обращения к епархиальному архиерею в случае невозможности повлиять на намерения исповедующегося: «должен призвать исповедуемого к истинному покаянию, то есть к отречению от злого намерения. Если этот призыв не возымеет действия, пастырь может, заботясь о сохранности тайны имени исповедовавшегося и других обстоятельств, способных открыть его личность, — предупредить тех, чьей жизни угрожает опасность. В трудных случаях священнослужителю надлежит обращаться к епархиальному архиерею».

### Католическая церковь
По закону католической Церкви "Духовник, прямо нарушающий тайну исповеди, подлежит отлучению  по  заранее  вынесенному  судебному  решению,   сохраняемому   за   Апостольским Престолом; если же он нарушает её лишь косвенно, то его следует наказать в зависимости от тяжести преступления." Канон 1388

## Критика тайны исповеди
В связи с актуализацией дискуссий вокруг допущений к разглашению сведений, полученных католическим духовенством в ходе исповеди, о фактах совершения сексуального насилия над детьми католическими священниками, в 2012 году, австралийский сенатор Ник Ксенофон дал публичный комментарий, в котором назвал соблюдение тайны исповеди «средневековым законом, который нужно менять».
Заявление поддержал бывший викарный епископ Сиднейской епархии Джеффри Робинсон, подвергнув жёсткой критике позицию священноначалия Католической Церкви и подчеркнул, что допускает «совершение большего добра» путём сообщения о преступлении в компетентные органы.
Отец Боб Магуайр, также не согласный с официальной позицией Римско-католической церкви, в свою очередь поддержал возможность допущения разглашения сведений о совершении преступления сексуального характера.

## Тайна исповеди и современное законодательство
В эпоху СССР и идеологии государственного атеизма понятие тайна исповеди отвергалась, но в этом отношении это вполне соответствовало традиции уголовного законодательства Российской империи.
С 1927 года УК РСФСР (в редакции, утвержденной постановлением ВЦИК РСФСР от 22 ноября 1926 года, с изменениями от 6 июня 1927 года) предусматривал, что «недонесение о достоверно известном готовящемся или совершенном контрреволюционном преступлении влечет за собой — лишение свободы на срок не ниже шести месяцев», оставляя верхний предел наказания  на усмотрение суда.
C 1961 года УК РСФСР (утвержден Верховным Советом РСФСР 27.10.1960 года) ст.88.1. (Недонесение о государственных преступлениях) за преступления аналогичного характера карал лишением свободы на срок от одного года до трех лет или исправительными работами на срок до двух лет..
Только в 1993 году в ст. 19 Уголовного кодекса РСФСР (Недонесение) было внесено изменение, согласно которому не подлежит уголовной ответственности священнослужитель за недонесение о преступлении, ставшем ему известным из исповеди. 
Современное российское законодательство охраняет тайну исповеди. В соответствии Конституцией Российской Федерации (ст.23 право на неприкосновенность частной жизни, личную и семейную тайну) был принят Федеральный закон «О свободе совести и религиозных объединениях» - «тайна исповеди охраняется законом. Священнослужитель не может быть привлечен к ответственности за отказ от дачи показаний по обстоятельствам, которые стали известны ему из исповеди» (ч. 7 ст. 3). Эта норма корреспондируется с процессуальным законодательством: так, согласно п. 4 ч. 3 ст. 56 УПК РФ священнослужитель не может быть допрошен в качестве свидетеля об обстоятельствах, ставших ему известными из исповеди; аналогичное правило действует и в гражданском процессе (п. 3 ч. 3 ст. 69 ГПК РФ).